# Alessio Martinelli
Alessio Martinelli (26 de abril de 2001) es un ciclista italiano que desde 2022 corre para el equipo italiano VF Group Bardiani-CSF Faizanè de categoría UCI ProTeam.

## Trayectoria
En el año 2019 logró la segunda posición en la Ruta masculina junior de los campeonatos mundiales de Ciclismo en Yorkshire 2019. La temporada siguiente dio el salto al profesionalismo con el Team Colpack.

## Palmarés
2022
- Gran Premio de Alanya
- 1 etapa de la Carpathian Couriers Race
- Gran Premio Industrias del Mármol

## Resultados en Grandes Vueltas
| Carrera | Carrera         | 2020 | 2021 | 2022 | 2023 | 2024 | 2025 |
| ------- | --------------- | ---- | ---- | ---- | ---- | ---- | ---- |
|         | Giro de Italia  | —    | —    | —    | —    | —    | Ab.  |
|         | Tour de Francia | —    | —    | —    | —    | —    | —    |
|         | Vuelta a España | —    | —    | —    | —    | —    | —    |

―: no participa
Ab.: abandono

## Equipos
- Team F.lli Giorgi (2018-2019)
- Team Colpack Ballan (2020-2021)
- Bardiani-CSF-Faizanè (2022-)
  - Bardiani-CSF-Faizanè (2022)
  - Green Project-Bardiani CSF-Faizanè (2023)
  - VF Group Bardiani-CSF Faizanè (2024-)